# Jewelcase

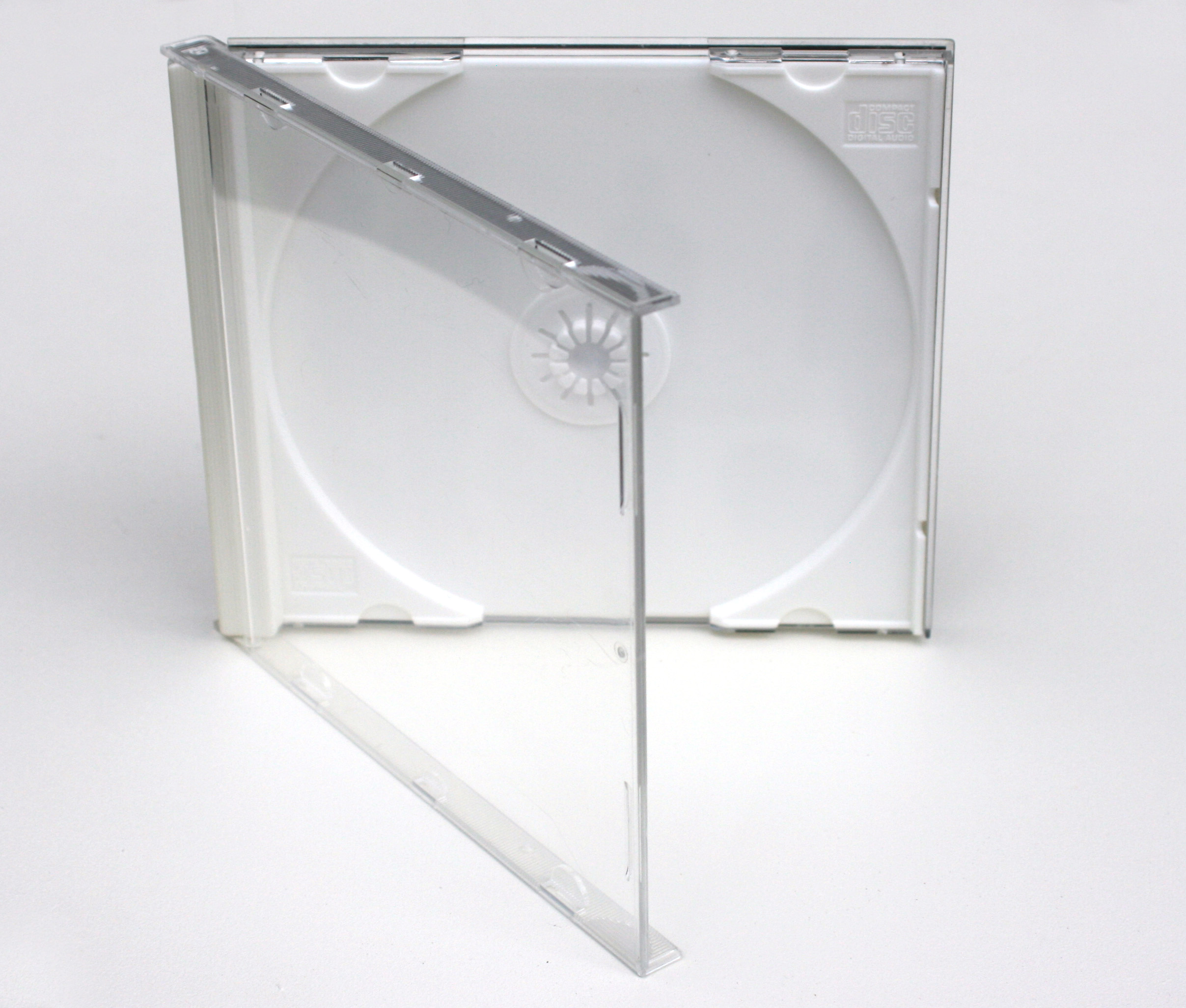
Jewelcase

Een jewelcase is de plastic beschermdoos waarin de meeste compact discs worden opgeborgen.

## Standaardmodel
Een jewelcase bestaat meestal uit een doorzichtige plastic bodem en deksel. In de bodem is een (meestal ondoorzichtige) cd-houder geklemd.
Die houder wordt 'tray' genoemd. Zowel de bodem als het deksel is gemaakt van polystyreen.
Tussen de bodem en de tray is ruimte voor een informatievel ('inlay'), dat door de doorzichtige bodem leesbaar is.
Aan de achterzijde van dit vel bevinden zich de rugtitels.
Bij normaal gebruik worden tray en bodem niet van elkaar gescheiden en blijft het informatievel daartussen buiten bereik.
In het deksel is plaats voor een booklet: een boekje met informatie over de cd.
Het boekje kan uitgenomen worden om het te lezen.

## Slim
Een variant van de jewelcase is de slim jewelcase, waarbij de bodem en tray een geheel vormen. Deze bestaat dus uit maar twee onderdelen en is dus goedkoper, maar omdat er geen achterkant in kan, is deze minder mooi. Daarom wordt deze vooral gebruikt voor singles en promotie-acties.

## Ejector
Een andere variant is de Ejector-Slimcase of e-slimcase™, waarbij de cd aan de kopse kant in de hoes geschoven wordt. De cd wordt door twee veren op zijn plaats gehouden, en met een hefboompje uit de case gehaald. Er is geen ruimte voor een papieren inlay maar de case kan zelf bedrukt worden. Bovendien is de bedrukking op de cd zichtbaar. De Ejector is doordat hij uit vijf onderdelen bestaat wat duurder dan de slimcase, en wordt bijna alleen gebruikt voor promotieacties en presentaties. Voor de Ejector zijn verloopstukken te koop waardoor deze in een ringbandmap opgeborgen kan worden.

## Andere behuizingen
Vanaf de jaren 2000 werden software- en spel-cd's en -dvd's in de zogenaamde dvd-box verkocht.
Beschrijfbare cd's worden soms per stuk in een jewelcase verkocht, wat onnodig duur is als men bedenkt dat deze cd's veel worden weggegooid.
Vaak worden ze ook op een spindel verkocht.

## Afmetingen
Een normale jewelcase meet 142 x 124 x 10,5 mm. Het boekje aan de voorkant meet precies 120 x 120 mm. De inlay aan de achterkant is 138 x 120 mm, met aan beide zijden een rugtitel van 6 x 120 mm.
In deze jewelcase is meestal ruimte voor één cd, maar er zijn ook uitvoeringen waar twee cd's in passen.
Een slim jewelcase is met 5,2 mm precies half zo dik als een normale jewelcase. De afmetingen van het boekje aan de voorkant zijn gelijk.
de inlay aan de achterkant ontbreekt en er is ook geen rugtitel.
Een ejector is even groot als een slim jewelcase.
Een dubbele jewelcase is 24,2 mm dik en heeft ruimte voor twee, drie, vier of zelfs zes cd's.
Deze doos heeft, in vergelijking met de gewone jewelcase, twee achterkanten (met inlay en tray).
Bij de doos voor zes cd's kunnen de trays openklappen en bevinden zich ook cd's tussen de trays en de inlays.